# مسييه 37

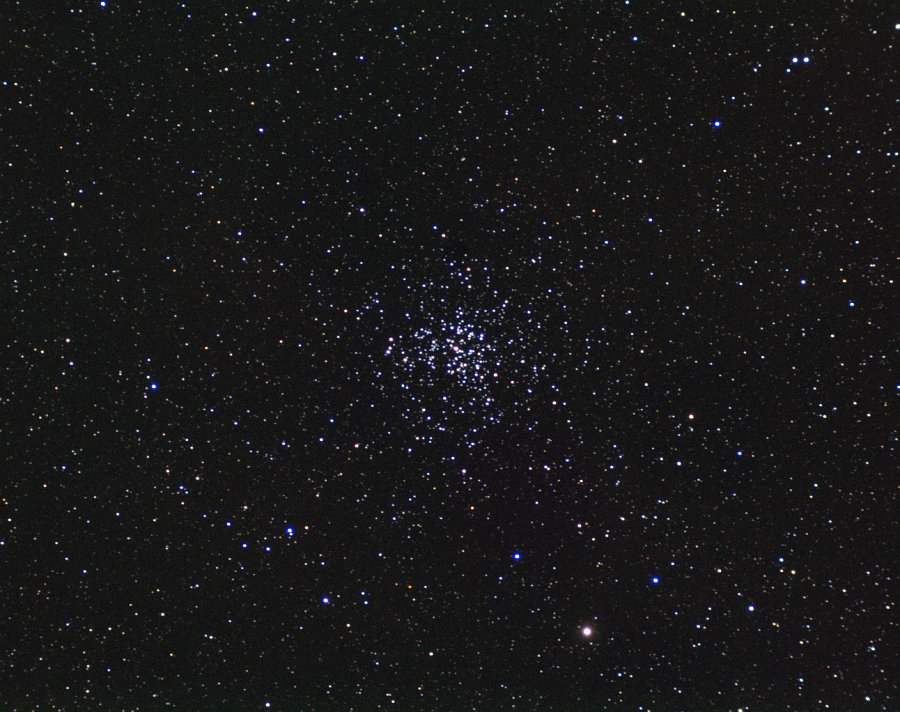

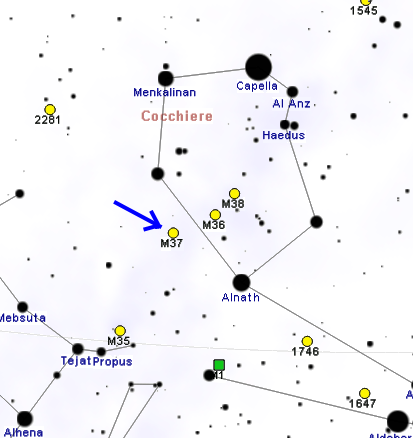
Small scale map

مسييه 37 أو م37 (بالإنجليزية: Messier 37 أو M37 أو NGC 2099) هو تجمع نجمي مفتوح يوجد في كوكبة ممسك الأعنة وهم أغني تجمع نجمي موجود في هذه الكوكبة بالنجوم. اكتشف جيوفاني هوديرينا م37 عام 1654.

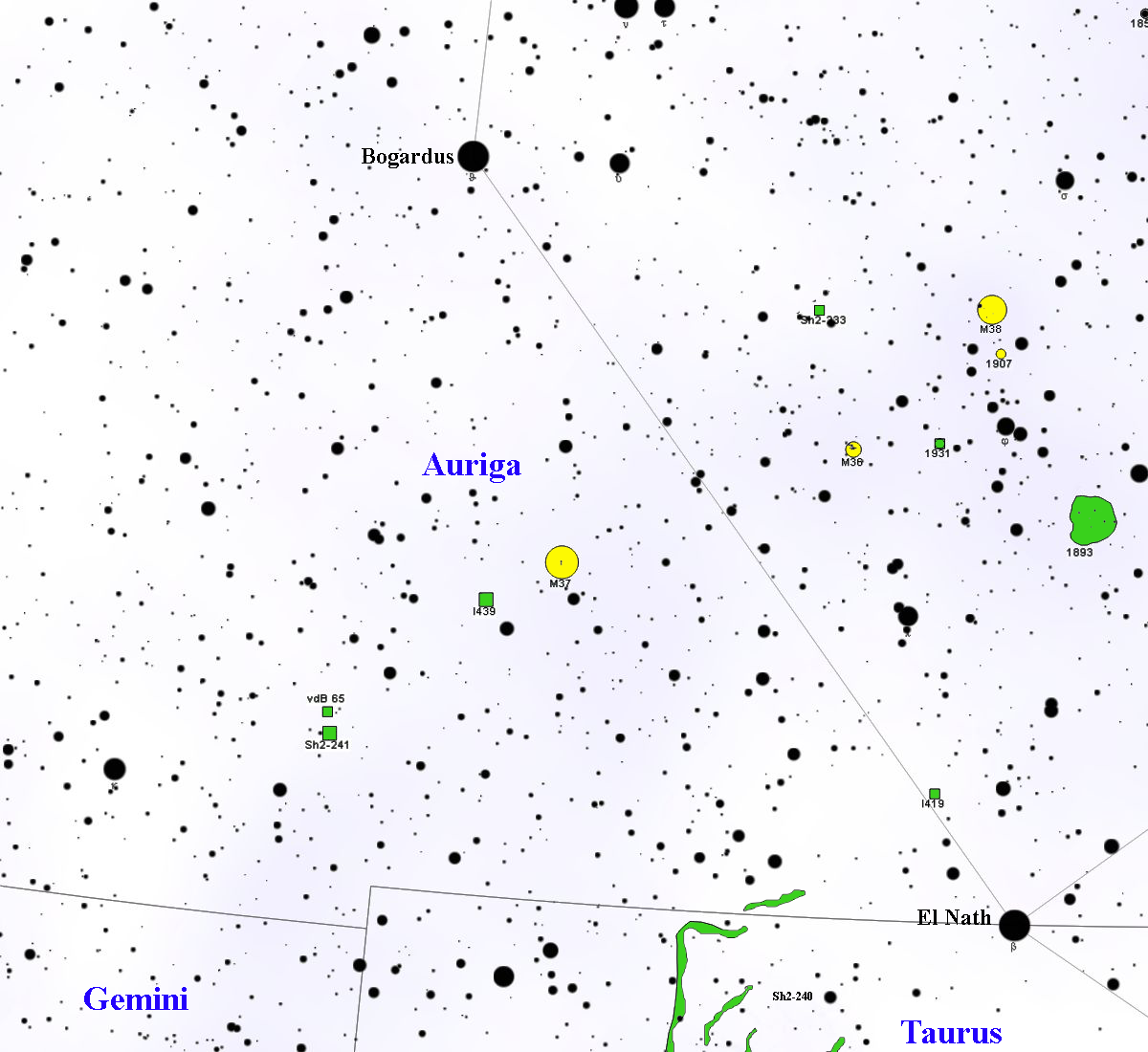
تظهر M37 كنقطة صفراء مركزية في هذه الخريطة التفصيلية واسعة النطاق (المدى القريب)

يتبع مسييه 37 في قدر اللمعان مسييه 36 ومسييه 38 وقد اكتشف هذان التجمعان عام 1749. كما اكتشفه شارل مسييه بنفسه في سبتمبر عام 1764 ولكن كانت الثلاثة تجمعات قد اكتشفها مسبقا جيوفاني هوديرينا عام 1654.

## اقرأ أيضا
- نجم
- مجرة
- قزم أبيض
- عملاق أحمر
- الانفجار العظيم
- خط زمني للانفجار العظيم
- نجم نيوتروني
- ثقب أسود

## وصلات خارجية
- موقع الكون في الإنترنت